# Sport-Club Freiburg 2013-2014
Questa voce raccoglie le informazioni riguardanti lo  Sport-Club Freiburg   nelle competizioni ufficiali della stagione calcistica 2013-2014.

## Stagione
Nella stagione 2013-2014 il Friburgo, allenato da Christian Streich, concluse il campionato di Bundesliga al 14º posto. In coppa di Germania il Friburgo fu eliminato agli ottavi di finale dal Bayer Leverkusen. In Europa League il Friburgo fu eliminato nella fase a gironi.

## Rosa
| N. |                                 | Ruolo | Calciatore            |
| -- | ------------------------------- | ----- | --------------------- |
| 19 | Germania (bandiera)             | P     | Daniel Batz           |
| 1  | Germania (bandiera)             | P     | Oliver Baumann        |
| 21 | Germania (bandiera)             | P     | Alexander Schwolow    |
| 3  | Senegal (bandiera)              | D     | Fallou Diagne         |
| 28 | Germania (bandiera)             | D     | Matthias Ginter       |
| 30 | Germania (bandiera)             | D     | Christian Günter      |
| 6  | Norvegia (bandiera)             | D     | Vegar Eggen Hedenstad |
| 41 | Germania (bandiera)             | D     | Immanuel Höhn         |
| 5  | Francia (bandiera)              | D     | Christopher Jullien   |
| 2  | Rep. Ceca (bandiera)            | D     | Pavel Krmaš           |
| 24 | Bosnia ed Erzegovina (bandiera) | D     | Mensur Mujdža         |
| 39 | Germania (bandiera)             | D     | Tim Schraml           |
| 25 | Germania (bandiera)             | D     | Oliver Sorg           |
| 29 | Germania (bandiera)             | C     | Tim Albutat           |
| 20 | Francia (bandiera)              | C     | Francis Coquelin      |
| 7  | Rep. Ceca (bandiera)            | C     | Vladimír Darida       |
| 4  | Svizzera (bandiera)             | C     | Gelson Fernandes      |

| N. |                        | Ruolo | Calciatore              |
| -- | ---------------------- | ----- | ----------------------- |
| 31 | Slovacchia (bandiera)  | C     | Karim Guédé             |
| 27 | Germania (bandiera)    | C     | Nicolas Höfler          |
| 37 | Germania (bandiera)    | C     | Sebastian Kerk          |
| 36 | Germania (bandiera)    | C     | Felix Klaus             |
| 32 | Francia (bandiera)     | C     | Charles-Elie Laprévotte |
| 26 | Germania (bandiera)    | C     | Nicolai Lorenzoni       |
| 8  | Rep. Ceca (bandiera)   | C     | Václav Pilař            |
| 17 | Francia (bandiera)     | C     | Jonathan Schmid         |
| 23 | Germania (bandiera)    | C     | Julian Schuster         |
| 50 | Stati Uniti (bandiera) | C     | Caleb Stanko            |
| 22 | Germania (bandiera)    | C     | Marco Terrazzino        |
| 11 | Germania (bandiera)    | C     | Hendrick Zuck           |
| 35 | Germania (bandiera)    | A     | Sebastian Freis         |
| 9  | Germania (bandiera)    | A     | Mike Hanke              |
| 14 | Svizzera (bandiera)    | A     | Admir Mehmedi           |
| 42 | Germania (bandiera)    | A     | Maximilian Philipp      |
| 15 | Austria (bandiera)     | A     | Philipp Zulechner       |

## Organigramma societario
Area tecnica
- Allenatore: Christian Streich
- Allenatore in seconda: Patrick Baier, Lars Voßler
- Preparatore dei portieri: Andreas Kronenberg
- Preparatori atletici: Simon Ickert

## Risultati

### Bundesliga

#### Girone di andata
| Arbitro: | Perl |

|                              |           |           |
| Kießling 22’ Son 46’ Sam 52’ | Marcatori | 40’ Hanke |

| Arbitro: | Hartmann |

|           |           |                        |
| Freis 71’ | Marcatori | 64’ Zimling 68’ Müller |

| Arbitro: | Stieler |

|                                            |           |                              |
| Salihović 9’ (rig.) Volland 25’ Strobl 77’ | Marcatori | 13’ Sorg 29’ Guédé 65’ Freis |

| Arbitro: | Meyer |

|            |           |             |
| Höfler 86’ | Marcatori | 33’ Shaqiri |

| Arbitro: | Dankert |

|                         |           |             |
| Altıntop 62’ Werner 89’ | Marcatori | 46’ Mehmedi |

| Arbitro: | Drees |

|            |           |               |
| Mehmedi 6’ | Marcatori | 38’ Skjelbred |

| Arbitro: | Schmidt |

|                                                              |           |  |
| Reus 35’, 45’ (rig.) Lewandowski 58’, 70’ Błaszczykowski 79’ | Marcatori |  |

| Arbitro: | Aytekin |

|            |           |                   |
| Höfler 85’ | Marcatori | 64’ (aut.) Günter |

| Brema 19 ottobre 2013, ore 15:30 CEST 9ª giornata | Werder Brema | 0 – 0 referto | Friburgo | Weserstadion (40 423 spett.)\| Arbitro: \| Meyer \| |
| Arbitro:                                          | Meyer        |               |          |                                                     |

| Arbitro: | Gagelmann |

|  |           |                                           |
|  | Marcatori | 37’ Beister 47’ Lasogga 63’ van der Vaart |

| Arbitro: | Gräfe |

|  |           |                                  |
|  | Marcatori | 57’ Klaus 79’ Darida 88’ Mehmedi |

| Arbitro: | Zwayer |

|           |           |                             |
| Hanke 78’ | Marcatori | 9’ Ibišević 10’, 82’ Werner |

| Arbitro: | Stark |

|  |           |               |
|  | Marcatori | 52’ Fernandes |

| Arbitro: | Hartmann |

|             |           |  |
| Raffael 62’ | Marcatori |  |

| Arbitro: | Kircher |

|  |           |                                |
|  | Marcatori | 8’ Arnold 11’ Olić 90’ Schäfer |

| Arbitro: | Stieler |

|                                     |           |  |
| Höfler 44’ (aut.) Farfán 67’ (rig.) | Marcatori |  |

| Arbitro: | Drees |

|                  |           |                 |
| Mehmedi 25’, 36’ | Marcatori | 90’ Bittencourt |

#### Girone di ritorno
| Arbitro: | Aytekin |

|                                  |           |                      |
| Mehmedi 27’ Schmid 53’ Klaus 90’ | Marcatori | 4’ Bender 35’ Rolfes |

| Arbitro: | Hartmann |

|                  |           |  |
| Park 24’ Koo 86’ | Marcatori |  |

| Arbitro: | Kinhöfer |

|            |           |             |
| Schmid 68’ | Marcatori | 85’ Modeste |

| Arbitro: | Winkmann |

|                                        |           |  |
| Dante 19’ Shaqiri 34’, 42’ Pizarro 88’ | Marcatori |  |

| Arbitro: | Gräfe |

|                        |           |                                              |
| Schmid 17’ Mehmedi 73’ | Marcatori | 7’ Werner 78’ Verhaegh 84’ Altıntop 90’ Hahn |

| Berlino 28 febbraio 2014, ore 20:30 CET 23ª giornata | Hertha Berlino | 0 – 0 referto | Friburgo | Olympiastadion (37 920 spett.)\| Arbitro: \| Sippel \| |
| Arbitro:                                             | Sippel         |               |          |                                                        |

| Arbitro: | Gagelmann |

|  |           |          |
|  | Marcatori | 58’ Kehl |

| Arbitro: | Stark |

|            |           |                                       |
| Joselu 59’ | Marcatori | 34’ Schuster 54’, 90’ Guédé 70’ Klaus |

| Arbitro: | Weiner |

|                                    |           |              |
| Schuster 15’ Klaus 53’ Mehmedi 59’ | Marcatori | 70’ Petersen |

| Arbitro: | Aytekin |

|             |           |            |
| Lasogga 55’ | Marcatori | 50’ Darida |

| Arbitro: | Drees |

|                                        |           |                              |
| Krmaš 23’ Mehmedi 53’ (rig.) Klaus 65’ | Marcatori | 6’ Pogatetz 45’ (rig.) Drmić |

| Arbitro: | Zwayer |

|                      |           |  |
| Maxim 69’ Harnik 89’ | Marcatori |  |

| Arbitro: | Welz |

|                                |           |  |
| Vrančić 8’ (aut.) Schuster 48’ | Marcatori |  |

| Arbitro: | Gagelmann |

|                                      |           |                           |
| Mehmedi 51’, 87’ Sorg 71’ Darida 72’ | Marcatori | 9’ Herrmann 89’ Nordtveit |

| Arbitro: | Aytekin |

|                 |           |                            |
| Perišić 3’, 70’ | Marcatori | 61’ Mehmedi 83’ Terrazzino |

| Arbitro: | Meyer |

|  |           |                         |
|  | Marcatori | 13’ Ayhan 65’ Huntelaar |

| Arbitro: | Gagelmann |

|                                 |           |                          |
| Huszti 45’ Rudņevs 65’ Prib 80’ | Marcatori | 50’ Schmid 78’ Zulechner |

### Coppa di Germania
| Arbitro: | Aarnink |

|  |           |                 |
|  | Marcatori | 113’, 118’ Zuck |

| Arbitro: | Stark |

|                      |           |              |
| Ginter 52’ Hanke 70’ | Marcatori | 87’ Ibišević |

| Arbitro: | Kinhöfer |

|            |           |                  |
| Ginter 19’ | Marcatori | 1’ Kruse 77’ Can |

### Europa League
| Arbitro: | Balaj |

|                                 |           |                              |
| Schuster 23’ (rig.) Mehmedi 35’ | Marcatori | 67’ Kalitvintsev 74’ Rabušic |

| Arbitro: | Bezborodov |

|                              |           |  |
| Perotti 63’ (rig.) Bacca 90’ | Marcatori |  |

| Arbitro: | Todorov |

|            |           |          |
| Darida 11’ | Marcatori | 53’ Sebá |

| Estoril 7 novembre 2013, ore 21:05 CET 4ª giornata | Estoril Praia | 0 – 0 referto | Friburgo | António Coimbra da Mota (2 014 spett.)\| Arbitro: \| Borski \| |
| Arbitro:                                           | Borski        |               |          |                                                                |

| Arbitro: | Hansson |

|             |           |                         |
| Rybalka 80’ | Marcatori | 23’ Ginter 72’ Coquelin |

| Arbitro: | Chapron |

|  |           |                        |
|  | Marcatori | 39’ Iborra 90’ Rusescu |

## Statistiche

### Statistiche di squadra
| Competizione      | Punti | In casa | In casa | In casa | In casa | In casa | In casa | In trasferta | In trasferta | In trasferta | In trasferta | In trasferta | In trasferta | Totale | Totale | Totale | Totale | Totale | Totale | DR  |
| Competizione      | Punti | G       | V       | N       | P       | Gf      | Gs      | G            | V            | N            | P            | Gf           | Gs           | G      | V      | N      | P      | Gf     | Gs     | DR  |
| ----------------- | ----- | ------- | ------- | ------- | ------- | ------- | ------- | ------------ | ------------ | ------------ | ------------ | ------------ | ------------ | ------ | ------ | ------ | ------ | ------ | ------ | --- |
| Bundesliga        | 36    | 17      | 6       | 4       | 7       | 25      | 30      | 17           | 3            | 5            | 9            | 18           | 31           | 34     | 9      | 9      | 16     | 43     | 61     | -18 |
| Coppa di Germania | -     | 2       | 1       | 0       | 1       | 3       | 3       | 1            | 1            | 0            | 0            | 2            | 0            | 3      | 2      | 0      | 1      | 5      | 3      | +2  |
| Europa League     | -     | 3       | 0       | 2       | 1       | 3       | 5       | 3            | 1            | 1            | 1            | 2            | 3            | 6      | 1      | 3      | 2      | 5      | 8      | -3  |
| Totale            | -     | 22      | 7       | 6       | 9       | 31      | 38      | 21           | 5            | 6            | 10           | 22           | 34           | 43     | 12     | 12     | 19     | 53     | 72     | -19 |

### Andamento in campionato
| Giornata  | 1  | 2  | 3  | 4  | 5  | 6  | 7  | 8  | 9  | 10 | 11 | 12 | 13 | 14 | 15 | 16 | 17 | 18 | 19 | 20 | 21 | 22 | 23 | 24 | 25 | 26 | 27 | 28 | 29 | 30 | 31 | 32 | 33 | 34 |
| --------- | -- | -- | -- | -- | -- | -- | -- | -- | -- | -- | -- | -- | -- | -- | -- | -- | -- | -- | -- | -- | -- | -- | -- | -- | -- | -- | -- | -- | -- | -- | -- | -- | -- | -- |
| Luogo     | T  | C  | T  | C  | T  | C  | T  | C  | T  | C  | T  | C  | T  | T  | C  | T  | C  | C  | T  | C  | T  | C  | T  | C  | T  | C  | T  | C  | T  | C  | C  | T  | C  | T  |
| Risultato | P  | P  | N  | N  | P  | N  | P  | N  | N  | P  | V  | P  | V  | P  | P  | P  | V  | V  | P  | N  | P  | P  | N  | P  | V  | V  | N  | V  | P  | V  | V  | N  | P  | P  |
| Posizione | 14 | 16 | 14 | 16 | 17 | 17 | 17 | 17 | 17 | 17 | 16 | 16 | 16 | 16 | 16 | 16 | 16 | 15 | 16 | 15 | 16 | 17 | 17 | 17 | 16 | 14 | 15 | 14 | 14 | 14 | 13 | 12 | 14 | 14 |

Legenda:

Luogo: C = Casa; T = Trasferta. Risultato: V = Vittoria; N = Pareggio; P = Sconfitta.

### Statistiche dei giocatori
| Giocatore     | Bundesliga | Bundesliga | Bundesliga  | Bundesliga | Coppa di Germania | Coppa di Germania | Coppa di Germania | Coppa di Germania | Europa League | Europa League | Europa League | Europa League | Totale   | Totale | Totale      | Totale     |
| Giocatore     | Presenze   | Reti       | Ammonizioni | Espulsioni | Presenze          | Reti              | Ammonizioni       | Espulsioni        | Presenze      | Reti          | Ammonizioni   | Espulsioni    | Presenze | Reti   | Ammonizioni | Espulsioni |
| ------------- | ---------- | ---------- | ----------- | ---------- | ----------------- | ----------------- | ----------------- | ----------------- | ------------- | ------------- | ------------- | ------------- | -------- | ------ | ----------- | ---------- |
| D. Batz       | -          | -          | -           | -          | -                 | -                 | -                 | -                 | -             | -             | -             | -             | -        | -      | -           | -          |
| O. Baumann    | 33         | 0          | 0           | 0          | 3                 | 0                 | 0                 | 0                 | 6             | 0             | 0             | 0             | 42       | 0      | 0           | 0          |
| A. Schwolow   | 1          | 0          | 0           | 0          | -                 | -                 | -                 | -                 | -             | -             | -             | -             | 1        | 0      | 0           | 0          |
| F. Diagne     | 12         | 0          | 3           | 1          | 1                 | 0                 | 1                 | 0                 | 3             | 0             | 1             | 1             | 16       | 0      | 5           | 2          |
| M. Ginter     | 34         | 0          | 1           | 0          | 3                 | 2                 | 1                 | 0                 | 5             | 1             | 0             | 0             | 42       | 3      | 2           | 0          |
| C. Günter     | 29         | 0          | 4           | 0          | 3                 | 0                 | 1                 | 0                 | 5             | 0             | 0             | 0             | 37       | 0      | 5           | 0          |
| V. Hedenstad  | -          | -          | -           | -          | -                 | -                 | -                 | -                 | 1             | 0             | 0             | 0             | 1        | 0      | 0           | 0          |
| I. Höhn       | 19         | 0          | 0           | 0          | 2                 | 0                 | 0                 | 1                 | 3             | 0             | 0             | 0             | 24       | 0      | 0           | 1          |
| C. Jullien    | -          | -          | -           | -          | -                 | -                 | -                 | -                 | -             | -             | -             | -             | -        | -      | -           | -          |
| P. Krmaš      | 19         | 1          | 4           | 0          | 1                 | 0                 | 1                 | 0                 | 4             | 0             | 1             | 0             | 24       | 1      | 6           | 0          |
| M. Mujdža     | 7          | 0          | 3           | 0          | 1                 | 0                 | 0                 | 0                 | -             | -             | -             | -             | 8        | 0      | 3           | 0          |
| T. Schraml    | 1          | 0          | 0           | 0          | -                 | -                 | -                 | -                 | -             | -             | -             | -             | 1        | 0      | 0           | 0          |
| O. Sorg       | 31         | 2          | 5           | 1          | 3                 | 0                 | 0                 | 0                 | 5             | 0             | 0             | 0             | 39       | 2      | 5           | 1          |
| T. Albutat    | 1          | 0          | 0           | 0          | -                 | -                 | -                 | -                 | 2             | 0             | 0             | 0             | 3        | 0      | 0           | 0          |
| F. Coquelin   | 16         | 0          | 2           | 1          | 3                 | 0                 | 0                 | 0                 | 5             | 1             | 1             | 0             | 24       | 1      | 3           | 1          |
| V. Darida     | 23         | 3          | 3           | 0          | 1                 | 0                 | 0                 | 0                 | 3             | 1             | 1             | 0             | 27       | 4      | 4           | 0          |
| G. Fernandes  | 30         | 1          | 5           | 0          | 3                 | 0                 | 2                 | 0                 | 5             | 0             | 2             | 0             | 38       | 1      | 9           | 0          |
| K. Guédé      | 20         | 3          | 3           | 0          | 1                 | 0                 | 0                 | 0                 | 2             | 0             | 0             | 2             | 23       | 3      | 3           | 2          |
| N. Höfler     | 14         | 2          | 5           | 0          | 2                 | 0                 | 0                 | 0                 | 4             | 0             | 1             | 1             | 20       | 2      | 6           | 1          |
| S. Kerk       | 19         | 0          | 2           | 0          | 2                 | 0                 | 0                 | 0                 | 5             | 0             | 0             | 0             | 26       | 0      | 2           | 0          |
| F. Klaus      | 21         | 5          | 5           | 0          | -                 | -                 | -                 | -                 | 1             | 0             | 0             | 0             | 22       | 5      | 5           | 0          |
| C. Laprévotte | 1          | 0          | 0           | 0          | -                 | -                 | -                 | -                 | -             | -             | -             | -             | 1        | 0      | 0           | 0          |
| N. Lorenzoni  | 1          | 0          | 0           | 0          | -                 | -                 | -                 | -                 | 4             | 0             | 0             | 0             | 5        | 0      | 0           | 0          |
| V. Pilař      | 6          | 0          | 1           | 0          | -                 | -                 | -                 | -                 | 3             | 0             | 0             | 0             | 9        | 0      | 1           | 0          |
| J. Schmid     | 29         | 4          | 2           | 0          | 2                 | 0                 | 1                 | 0                 | 2             | 0             | 0             | 0             | 33       | 4      | 3           | 0          |
| J. Schuster   | 27         | 3          | 6           | 0          | 2                 | 0                 | 0                 | 0                 | 2             | 1             | 1             | 0             | 31       | 4      | 7           | 0          |
| C. Stanko     | -          | -          | -           | -          | -                 | -                 | -                 | -                 | -             | -             | -             | -             | -        | -      | -           | -          |
| M. Terrazzino | 2          | 1          | 1           | 0          | -                 | -                 | -                 | -                 | -             | -             | -             | -             | 2        | 1      | 1           | 0          |
| H. Zuck       | 2          | 0          | 0           | 0          | 1                 | 2                 | 0                 | 0                 | -             | -             | -             | -             | 3        | 2      | 0           | 0          |
| S. Freis      | 17         | 2          | 0           | 0          | 2                 | 0                 | 0                 | 0                 | 4             | 0             | 0             | 0             | 23       | 2      | 0           | 0          |
| M. Hanke      | 15         | 2          | 2           | 0          | 3                 | 1                 | 0                 | 0                 | 4             | 0             | 0             | 0             | 22       | 3      | 2           | 0          |
| A. Mehmedi    | 32         | 12         | 2           | 1          | 3                 | 0                 | 1                 | 0                 | 5             | 1             | 0             | 0             | 40       | 13     | 3           | 1          |
| M. Philipp    | 1          | 0          | 0           | 0          | -                 | -                 | -                 | -                 | -             | -             | -             | -             | 1        | 0      | 0           | 0          |
| P. Zulechner  | 7          | 1          | 1           | 0          | -                 | -                 | -                 | -                 | -             | -             | -             | -             | 7        | 1      | 1           | 0          |